# Niedobór mieloperoksydazy
Niedobór mieloperoksydazy – rzadkie genetycznie uwarunkowane schorzenie polegające na niedoborze występującego w neutrofilach enzymu mieloperoksydazy, które spowodowane jest mutacją genu mieloperoksydazy (MPO). Niedobór mieloperoksydazy powoduje wadę układu immunologicznego, charakteryzujące się występowaniem kandydiazy.